# Zanac
Zanac — відеогра в жанрі вертикального скролл-шутера, розроблена компанією Compile. Спочатку Zanac була випущена в Японії в 1986 році для домашніх комп'ютерів стандарту MSX1. Також випущено версії для ігрових консолей Nintendo Famicom Disk System (тільки для Японії, дата виходу 28 листопада 1986 року) та NES (США, жовтень 1987 року). Згодом випущено оновлену версію гри для комп'ютерів MSX2 під назвою Zanac Ex.
Продовження гри, Zanac X Zanac, вийшло в Японії на ігровій консолі PlayStation 29 листопада 2001 року. Ця гра не виходила в США та Європі.

## Особливості
Zanac відрізнялась від інших ігор жанру унікальною реалізацією «штучного інтелекту» супротивників. Дії гравця — такі як стрілянина, взяття призів, руйнування ворожих зміцнень, та деякі інші — можуть призводити до збільшення чи зменшення кількості противників та впливати на їхню поведінку. На початку кожного з 12 рівнів налаштування інтелекту скидаються, також це відбувається при знищенні спеціального ворога (Sart).
Як і багато інших відеоігор того періоду, Zanac є типовим прикладом використання Engrish — спотвореної англійської мови. Гра містить багато помилок перекладу, граматичних помилок та друкарських помилок. Вони є як у самій грі, так і в посібнику користувача. Наприклад, на титульному екрані гри слово designed написано як desinded. Це наслідок того, що англійською статтю перекладали самі розробники, рідною мовою яких була японська.

## Оцінки
| Видання  | Оцінка |
| -------- | ------ |
| AllGame  | 4/5    |
| GameSpot | 7.5    |
| IGN      | 6.5    |